# انتقال قرضی (ورزش)

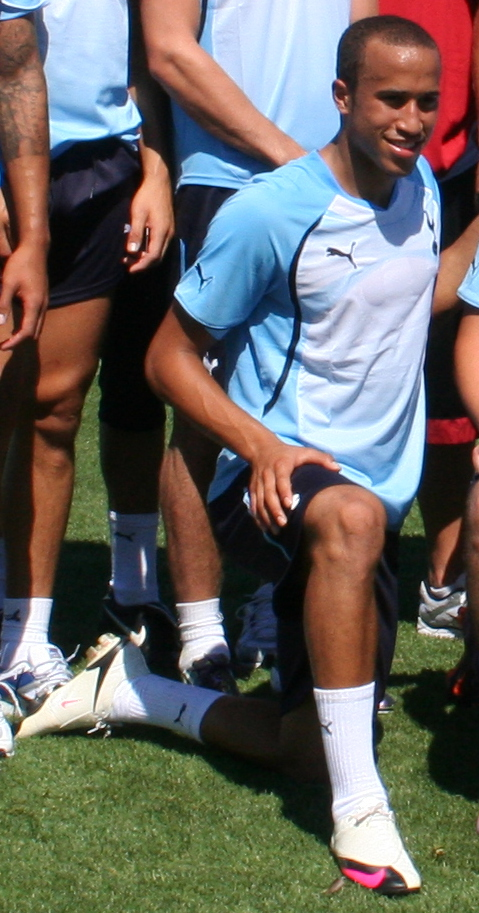
آندروس تاونزند، تمرین سن خوزه ارث‌کوئیکس و تاتنهام هاتسپر، ۱۵ ژوئیه ۲۰۱۰ به عنوان یک انتقال قرضی

در ورزش، انتقال قرضی شامل این است که یک بازیکن خاص بتواند به‌طور موقت برای باشگاهی غیر از باشگاهی که در حال حاضر با آن قرارداد دارد بازی کند. قراردادهای قرضی ممکن است از چند هفته تا یک فصل کامل طول بکشد، گاهی برای چندین فصل در یک زمان ادامه می‌یابد.
مبلغ انتقال قرضی می‌تواند توسط باشگاه مبدأ تعیین شود به گونه‌ای که هم می‌تواند باشگاه مقصد این مبلغ را پرداخت کند یا همچنین درخواست برای پرداخت درصدی از دستمزد را به باشگاه مقصد بدهد.

## فوتبال
بازیکنان ممکن است به دلایل مختلفی به باشگاه‌های دیگر قرض داده شوند. معمولاً، جوانان بالقوه به باشگاهی در لیگ پایین‌تر قرض داده می‌شوند تا تجربه ارزشمندی در تیم اول کسب کنند. در این مثال، باشگاه مادر ممکن است به پرداخت دستمزد بازیکن به‌طور کامل یا جزئی ادامه دهد. برخی از باشگاه‌ها برای این منظور با یک باشگاه تغذیه‌کننده، مانند منچستریونایتد و رویال آنتورپ، آرسنال و بورن، یا چلسی و ویتسه، یک قرارداد رسمی ایجاد کرده‌اند. در لیگ‌های دیگر مانند سری آ ایتالیا، برخی از باشگاه‌های کوچک‌تر به عنوان یک «باشگاه مزرعه» شهرت دارند و مرتباً بازیکنان، به‌ویژه بازیکنان جوان‌تر را به‌صورت قرضی از باشگاه‌های بزرگ‌تر می‌گیرند.
یک باشگاه ممکن است بازیکنی را به صورت قرضی در صورت کمبود بودجه نقل و انتقالات به خدمت بگیرد، اما همچنان بتواند دستمزدها را پرداخت کند، یا به عنوان پوششی موقتی برای مصدومیت‌ها یا محرومیت‌ها که اتفاق می‌افتد. ممکن است باشگاه مادر مبلغی را مطالبه کند یا اینکه باشگاه قرض گیرنده بخشی یا تمام دستمزد بازیکن را در طول دوره قرضی پرداخت کند.یک باشگاه ممکن است به دنبال قرض دادن یک بازیکن تیم باشد تا در پرداخت دستمزد خود پس‌انداز کند، یا یک بازیکن تیم اصلی را برای بازیابی آمادگی انجام مسابقه بعد از مصدومیت وی به تیم دیگر قرض دهد.
انتقال قرضی ممکن است برای دور زدن پنجره نقل و انتقالات انجام شود. چنین قرضی ممکن است شامل یک مبلغ توافق شده برای انتقال دائمی در زمان باز شدن پنجره نقل و انتقالات بعدی باشد.
برخی از بازیکنان به دلیل ناراضی بودن یا اختلاف با باشگاه فعلی خود قرض داده می‌شوند و هیچ باشگاه دیگری تمایل به خرید دائمی آنها را ندارد.
در لیگ برتر انگلیس، بازیکنان قرضی مجاز به بازی در برابر تیمی که آنها را قرض داده و به عبارتی رجیستری آنها را در اختیار دارد، ندارند (بخش ۷٫۲ قانون M.6). با این حال، قرضی‌ها مجاز به بازی با باشگاه‌های «مالک» خود در رقابت‌های جام هستند، مگر اینکه در جام حذفی باشند (یعنی در آن فصل برای باشگاه صاحب خود در آن جام بازی کرده باشند).

### بازیکنان آزمایشی بدون حقوق
در لیگ فوتبال حرفه‌ای اسکاتلند (و در قبلاً لیگ فوتبال اسکاتلند)، باشگاه‌ها مجاز هستند که بازیکنان را به عنوان بازیکنان آزمایشی بدون دستمزد حتی برای بازی‌های رقابت‌ها استفاده کنند. گاهی در دو هفته اول دوره آزمایشی نام بازیکنان مبهم می‌شود. در گزارش بازی‌ها به‌طور قراردادی از واژه «آزمایشی» برای اشاره به چنین بازیکنانی به جای استفاده از نام واقعی آنها استفاده می‌کنند.

## لیگ راگبی
قرض دادن بازیکنان در لیگ راگبی به دلایلی مشابه فوتبال اتفاق می‌افتد. در انگلستان، لیگ فوتبال راگبی (RFL) تصریح می‌کند که قرض‌ها باید حداقل مدت ۲۸ روز طول بکشد.هیچ مانعی برای بازیکنی که برای باشگاه قرضی در مقابل باشگاه مادر بازی می‌کند وجود ندارد، مگر اینکه در قرارداد قرضی این موضوع مشخص شده باشد. در استرالیا، لیگ ملی راگبی (NRL) معمولاً به دلیل ترتیبات باشگاه تغذیه کننده اجازه قرض نمی‌دهد، اما همه‌گیری کووید-۱۹ مجبور به بررسی وضعیت شد و در سال ۲۰۲۰ وام مجاز شد.

### حضور به صورت مهمان
در جنگ جهانی اول، RFL قوانین ثبت نام بازیکنان را کاهش داد تا بازیکنان بتوانند در باشگاه‌های نزدیک به پایگاه نظامی یا محل کار خود بازی کنند. که این امکان ایجاد سردرگمی می‌کرد؛ در سال ۱۹۱۷، بیلی باتن در نزدیکی دیوزبری کار می‌کرد، بنابراین دیوزبری او را برای بازی در برابر باشگاه ثب شده خود، هال انتخاب کرد. هال همچنین باتن را برای بازی در همان بازی انتخاب کرده بود. در این شرایط باتن تصمیم گرفت برای دیوزبری بازی کند.در طول جنگ جهانی دوم، RFL به بازیکنان اجازه داد تا زمانی که باشگاه مالک بازی کردن بازیکن موافقت کرده باشد، به عنوان مهمان برای یک باشگاه دیگر به صورت بازی به بازی (یعنی برای هر بازی اجازه باشگاه مالک شرط بود) برای آن تبم بازی کنند. این سیستم همچنین به بازیکنانی که باشگاه آنها فعالیت خود را به حالت تعلیق درآورده بود، اجازه می‌داد در حالی که هنوز در باشگاه اصلی ثبت نام شده بودند، بازی کنند. باشگاه‌ها از سیستم مهمان استفاده کامل کردند. در فینال قهرمانی ۱۹۴۰–۱۹۴۱ بین ویگان و برادفورد، ویگان بازیکنان مهمان از لیورپول استنلی، سالفورد و هال کینگستون روورز را به نمایش گذاشت در حالی که برادفورد مهمانانی از سالفورد و لیدز بود.